# General Stud Book
Le General Stud-Book est un registre généalogique de chevaux en Grande-Bretagne et en Irlande. Plus précisément, il est utilisé pour documenter l'élevage du Pur-sang et la fondation de la race. Désormais, il est publié tous les quatre ans par Weatherbys. Le volume 47 a été publié en 2013.
En 1791, James Weatherby a publié Introduction to a General Stud Book (Introduction Generale au Livre des origines), qui était une tentative de recueillir les pedigrees des chevaux de course et de ceux qui avaient couru par le passé. Il était rempli d'erreurs et n'était pas complet, mais elle a été très populaire et a conduit en 1793 à la publication du premier volume du General Stud Book qui contenait beaucoup plus de pedigrees et était plus précis. Le volume un a été révisé plusieurs fois, les plus importantes étant en 1803, 1808, 1827, 1859 et 1891.
Les droits du General Stud-Book ont toujours été détenus par les Weatherbys depuis ; les deux autorités des courses de chevaux qui couvrent le Royaume-Uni, la British Horseracing Authority en Grande-Bretagne (historiquement, le Jockey Club) et Horse Racing Ireland pour l'ensemble de l'île d'Irlande, y compris l'Irlande du Nord, ne maintiennent pas ce registre,,, ce qui diffère de l' American Stud-Book, qui est détenu par le Jockey Club des Etats-Unis.

## Citations
1. ↑  Stud Book History
2. ↑  « Weatherbys Limited - Stud Book », sur www.weatherbys.co.uk (consulté le 13 juin 2015)
3. ↑  Montgomery The Thoroughbred p. 42
4. ↑  Weatherby's History
5. ↑  British Jockey Club
6. ↑  Horse Racing Ireland
7. ↑  Jockey Club History